# Maderspach Károlyné Buchwald Franciska
Maderspach Károlyné Buchwald Franciska (Arad, 1804. április 2. – Budapest, 1880. december 6.) az 1848–1849-es forradalom és szabadságharc fontos szereplőjének,  Maderspach Károly vasgyárosnak a hős felesége, akit 
Haynau 1849. augusztus 22-én Ruszkabányán megvesszőztetett.

## Életpályája
Buchwald Franciska Maderspach Károly vasgyáros felesége volt. Öt gyermekük volt.
A szabadságharc idején a ruszkabányai  vasgyár (és ily módon a házaspár is) fontos szerepet játszott a magyar honvédség támogatásában.  A temesvári csata után számos honvédnek nyújtottak segítséget. 1849 augusztusában, a menekülések idején megfordult házukban Bem József, Kmety György, Guyon Richárd és Stein Miksa is.
Amikor a  császári csapatok 1849. augusztus 22-én bevonultak Ruszkabányára, a csapatot vezető Gröber százados koholt vád alapján (Haynau parancsára) elfogatta Maderspach Károlynét. Gröber százados parancsára az asszonyt a falu főterén félmeztelenre vetkőztették és a lakosság előtt nyilvánosan megvesszőzték, majd börtönbe vetették. (A hamis vád az volt ellene, hogy a márciusi győztes csaták idején egy szalmabábut felöltöztetett volna császári egyenruhába, és gúnyversek kíséretében eltemettetett volna. Ez nem volt igaz.)
Férje, Maderspach Károly nem tudta elviselni a családját ért megaláztatást, és még ugyanezen az órában egy, a saját gyárukban készült mozsárágyúval agyonlőtte magát.
Maderspach Károlyné évtizedekkel túlélte a császári megtorlást, 1880. december 6-án halt meg Budapesten.

## Emlékezete
- Maderspach Károly öngyilkosságának színhelyén, Ruszkabányán, a Mozsár hegyen, 1909. október 10-én emlékművet emeltettek gyermekei, és nagy ünnepség keretében felállították édesanyjuknak erre az ünnepségre újraöntött bronz mellszobrát. Ennek eredetije 1840 táján készült, és a családi hagyomány Ferenczy István szobrászművésznek tulajdonítja. A mellszobor a későbbiekben eltűnt, és az emlékművet is áthelyezték, de a talapzata még ma is látható Ruszkabányán.[4]
- Sírja Budapesten, a Fiumei úti sírkertben található.
- Róla nevezték el Budapest XI. kerületében a Maderspach Károlyné utcát.

- Maderspachné Buchwald Franciska bronz mellszobráról készült gipszmásolat
- Maderspach Károlyné sírja Budapesten. Kerepesi temető: 31.